# 小池滋
小池 滋（こいけ しげる、1931年7月15日 - 2023年4月13日）は、日本の英文学者・翻訳家・鉄道史研究家。
旧・東京都立大学名誉教授。ディケンズ・フェロウシップ日本支部・第2代支部長。

## 経歴
東京出身。1953年東京大学文学部英文学科を卒業。1958年に同大学院博士課程満期退学、國學院大學講師、1959年東京都立大学講師、1962年助教授、1980年教授、1989年退官、名誉教授、東京女子大学文学部教授。2000年退任。

## 業績

### 英文学者として
チャールズ・ディケンズ研究が特に多く、『オリヴァー・トゥイスト』などの訳書を多く出版している。また共訳も含めアーサー・コナン・ドイルの『シャーロック・ホームズ全集』や、19世紀のヴィクトリア女王時代に広く読まれた風刺画付き新聞「パンチ」の日本語訳も上梓している。文学以外でも、文藝春秋の「世界の都市の物語」シリーズでロンドンについての一巻を執筆し、紅茶文化などの解説書も手がけている。高尚かつ難解とされるシェイクスピアよりヴィクトリア朝当時の労働者や中産階級に広く親しまれたディケンズに関心を持ち、大衆文化への研究を深めている。

### 鉄道史研究家として
小池は幼少の頃から鉄道を愛好していたが、文学作品の背景にあるイギリスの文化に鉄道が深く関わっている事を知り、鉄道関連も自身の大きな研究対象になった。1979年に出版された『英国鉄道物語』（19世紀のイギリスの鉄道に焦点を当て、その成立と発展について社会史・文化史からの分析を加えている。同書は高い評価を受け、翌年には毎日出版文化賞を受賞（他に日本シャーロック・ホームズ・クラブ長沼賞も受賞）、2006年に再版された。
また、イギリスで盛んな鉄道保存運動への知識も深く、自らも石川県で廃線となった尾小屋鉄道の車両保存活動に参加している。
この他、小池は19世紀のイギリスの技術者、イザムバード・キングダム・ブルネルの研究会を発足させ、彼の顕彰活動にも力を入れている。2006年には日本機械学会と共催で生誕200年記念シンポジウムを開催した。

## 著作
- 『幸せな旅人たち』（南雲堂）1962
- 『ロンドン ほんの百年前の物語』（中公新書）1978
- 『ディケンズ 19世紀信号手』（冬樹社）1979
- 『英国鉄道物語』（晶文社）1979、新版 2006
- 『欧米汽車物語』（角川選書）1982、オンデマンド版 2009
- 『ディケンズとともに』（晶文社）1983
- 『島国の世紀 ヴィクトリア朝英国と日本』（文藝春秋）1987
- 『絵入り鉄道世界旅行』（鈴木伸一絵、晶文社）1990
- 『もうひとつのイギリス史 野と町の物語』（中公新書）1991
- 『鉄道ばんざい』（青蛙房） 1992、改題『余はいかにして鉄道愛好者となりしか』（ウェッジ文庫）2007
- 『ロンドン 世界の都市の物語』（文藝春秋）1992、文春文庫）1999
- 『英国流立身出世と教育』（岩波新書）1992
- 『チャールズ・ディケンズ』（沖積舎）1993
- 『鏡よ、鏡よ イギリス文学人物事典』（筑摩書房）1995
- 『鉄道ゲージ戦争』（岩波書店）1995
- 『じょっぱり先生の鉄道旅行』（文藝春秋）1996
- 『イギリス鈍行列車の旅』（NTT出版）1996
- 『ゴシック小説をよむ』（岩波書店、岩波セミナーブックス）1999
- 『「坊っちゃん」はなぜ市電の技術者になったか 日本文学の中の鉄道をめぐる8つの謎』（早川書房）2001、新潮文庫  2008
- 『イギリス文学探訪』（日本放送出版協会、シリーズ カルチャーアワー）2003、NHKライブラリー 2006
- 『スペイン・ポルトガル文学探訪』（日本放送出版協会、シリーズ カルチャーアワー）2003
- 『英国らしさを知る事典』（東京堂出版）2003
- 『鉄道愛 日本篇』（晶文社）2005

### 共編著
- 『世界鉄道推理傑作選』全2巻（編、講談社文庫）1979
- 『都市物語』（読売新聞社）1982　※執筆：「ロンドン」ASIN B000J7P79S

共著者：高階秀爾・池内紀・工藤幸雄・荒松雄・増田義郎・中山公男・山口昌男・護雅夫・加藤祐三・清水徹・池田裕
- 『イーヴリン・ウォー』（山口書店）1983
- 『講座英米文学史9 小説II』（川本静子・海老根宏・島田太郎・渡辺利雄共著、大修館書店）1984
- 『鉄道諸国物語』（編、弥生書房）1985
- 『鉄道と文化』（原田勝正・青木栄一・宇田正共編、日本経済評論社）1986
- 『ピクウィック読本 ディケンズ文学の理解のために』（中西敏一・青木健・亀井規子共編、東京図書）1987
- 『紅茶の楽しみ方』（アンディ・キート・荒木安正・東条衛共著、新潮社、とんぼの本）1993
- 『私の英国物語 ジョサイア・ウェッジウッドとその時代』（有吉玉青・倉持公一・土屋守・加藤恭子共著、講談社）1996
- 『イギリス史重要人物101』（青木康共編、新書館）1997
- 『世界文学のすすめ』（大岡信・奥本大三郎・川村二郎共著、岩波文庫）1997
- 『英語オデッセイ 知られざる英語への道案内』全6巻（榎本伸一・西和世・高宮利行・南川貞治共著、秀文インターナショナル）1998-1999
- 『文学を旅する』（亀井俊介・川本三郎共著、朝日選書）2002
- 『映像でよみがえる昭和の鉄道』全8巻（寺本光照共同監修、小学館DVD BOOK）2008
- 『鉄道の世界史』（青木栄一・和久田康雄共編、悠書館）2010
- 『日本の鉄道をつくった人たち』（青木栄一・和久田康雄共編、悠書館）2010
- 『世界の駅・日本の駅』（青木栄一・和久田康雄共編、悠書館）2010
- 『都市交通の世界史 出現するメトロポリスとバス・鉄道網の拡大』（和久田康雄共編、悠書館）2012
- 『鉄道 近代ヨーロッパの探究』（湯沢威・田中俊宏・松永和生・小野清之共著、ミネルヴァ書房）2012
- 『小池滋のヨーロッパ鉄道歴史と文化』全2巻（篠崎幸雄共著、監修、ヨーロッパ鉄道協会）2012
- 『宮脇俊三鉄道紀行セレクション』（編、ちくま文庫）2014

## 翻訳
- 『英国人 田舎に生きる人々』（マイケル・ウォトキンズ、秀文インターナショナル）1959、新版 1999
- 『女だけの町』（エリザベス・ギャスケル、筑摩書房、世界文学全集）1967、「女だけの町（クランフォード）」（岩波文庫）1986
- 『きず』（サマラキス、筑摩書房） 1970、世界ロマン文庫 1977
- 『イギリス小説序説』（アーノルド・ケトル、研究社出版）1974
- 『世界の鉄道』（ユージン・フォーダー編、監訳、集英社）1979
- 『世界の鉄道模型大図鑑 カラー版』（アレン・レヴィ、和久田康雄共訳、角川書店）1981
- 『英国紳士』（ダグラス・サザランド、秀文インターナショナル）1981
- 『英国紳士の子供』（ダグラス・サザランド、秀文インターナショナル）1981、新版1998
- 『悪魔の骰子 ゴシック短篇集』（トマス・ド・クインシー他、冨山太佳夫共編、国書刊行会、ゴシック叢書）1982
- 『英国人気質』（J・B・プリーストリー、清水豊子共訳、秀文インターナショナル）1982、新版1999
- 『英国紳士のお妾さん』（ダグラス・サザランド、秀文インターナショナル）1982、新版1999
- 『英国のユーモア』（J・B・プリーストリー、君島邦守共訳、秀文インターナショナル）1982、新版1999
- 『欺しの天才 アガサ・クリスティ創作の秘密』（ロバート・バーナード、中野康司共訳、秀文インターナショナル）1982
- 『レ・ファニュ傑作集』（レ・ファニュ、斉藤重信共訳、国書刊行会）1983
- 『モーツァルト巡礼 一八二九年ノヴェロ夫妻の旅日記』（抄訳、秀文インターナショナル）1986、新版1991
- 『十九世紀のイギリス小説』（ピエール・クースティアス、臼田昭共訳、南雲堂）1986
- 『シャーロック・ホームズの光と影 ホームズ100年、その生涯と時代』（グラハム・ノウン、高山宏・日暮雅通共訳、東京図書）1988
- 『チャールズ・ディケンズ』（L・K・ウェッブ、石塚裕子共訳、西村書店）1989
- 『三人の記号 デュパン ホームズ パース』（ウンベルト・エーコ、トマス・A・シービオク、東京図書）1990
- 『ロンドンの見世物』全3巻（R.D.オールティック、監訳、国書刊行会）1990
- 『天の猟犬 ゴドウィンからドイルに至るイギリス小説のなかの探偵』（イーアン・ウーズビー、村田靖子共訳、東京図書）1991
- 『チャールズ・ディケンズ』（G・K・チェスタトン、金山亮太共訳、春秋社）1992
- 『19世紀の鉄道駅』（フィオーナ・マクドナルド、和久田康雄共訳、三省堂）1993
- 『ヴィクトリア朝時代のロンドン』（ギュスターヴ・ドレ画、編訳著、社会思想社）1994
- 『ヴィクトリアン・パンチ』全7巻（責任編集、柏書房）1995
- 『ジェイン・エア』（シャーロット・ブロンテ、「ブロンテ全集 2」みすず書房）1995
- 『中国の屏風』（サマセット・モーム、ちくま文庫） 1996
- 『時代別ロンドン地図集成』全5巻（ポール・ラクストン、ジョゼフ・ウィズダム監訳、本の友社）1997
- 『図説 イギリス物語』（クリストファー・ヒバート、植松靖夫共訳、東洋書林）1998
- 『ノー・ネーム』上・中・下（ウィルキー・コリンズ、「コリンズ傑作選 3・4・5」臨川書店）1999
- 『英国鉄道文学傑作選』（編訳、ちくま文庫）2000
- 『クランフォード・短編集　ギャスケル全集1』（大阪教育図書）2000
- 『世界鉄道百科図鑑 蒸気、ディーゼル、電気の機関車・列車のすべて 1825年から現代』（デイヴィッド・ロス編、和久田康雄共訳、悠書館）2007
- 『ソープ・ヘイズルの事件簿』（V・L・ホワイトチャーチ、白須清美共訳、論創社、論創海外ミステリ）2013

### ディケンズ
- 『荒涼館』（ディケンズ、青木雄造共訳、筑摩書房〈世界文学大系 29〉）1969、〈世界文学全集 22-23〉1970、〈筑摩世界文学大系 34〉1974。改訂 ちくま文庫全4巻 1989
- 『オリヴァー・トゥイスト』（ディケンズ、講談社〈世界文学全集 13〉）1970。講談社文庫 1971、改訂 ちくま文庫 全2巻　1990
- 『バーナビー・ラッジ』（ディケンズ、集英社〈世界文学全集 15〉）1975 グーテンベルク21（上・下、電子書籍）2022
- 『エドウィン・ドルードの謎 他6篇』（ディケンズ、講談社〈豪華版世界文学全集 8〉）1976、〈世界文学全集 29〉1977、改訂 創元推理文庫 1988、白水Uブックス 2014
- 『リトル・ドリット』（ディケンズ、集英社〈世界文学全集 33-34〉）1980、改訂 ちくま文庫 全4巻 1991 グーテンベルク21（上・下、電子書籍）2022
- 『クリスマス・キャロル』（ディケンズ、新書館） 1985。「クリスマス・ブックス」ちくま文庫 1991に収録
- 『ディケンズ短篇集』（ディケンズ、石塚裕子共訳、岩波文庫）1986
- 『ディケンズ朗読短篇選集』（ディケンズ、編訳、北星堂書店）2006
- 『ディケンズ朗読短篇選集2』（ディケンズ、西條隆雄共編訳、北星堂書店）2012

### コナン・ドイル
- 『ササッサ谷の怪 コナン・ドイル未紹介作品集1』（監訳、中央公論社〈C★NOVELS）1982
- 『真夜中の客 コナン・ドイル未紹介作品集2』（監訳、中央公論社〈C★NOVELS〉）1983
- 『最後の手段 コナン・ドイル未紹介作品集3』（監訳、中央公論社〈C★NOVELS〉）1983
- 「シャーロック・ホームズ全集」全21巻（コナン・ドイル、W・S・ベアリング＝グールド解説・注、監訳・解説、東京図書）1982-1983、
  - 改訂 ちくま文庫 全10巻+別巻『シャーロック・ホームズ事典』[5] 1997-1998
- 『ササッサ谷の怪-コナン・ドイル奇譚集』 小池滋(翻訳),北原尚彦(編集) 中公文庫 2024

### E・M・フォースター
- 『ハワーズ・エンド』（E・M・フォースター、中央公論社、新集・世界の文学[6]）1970、改訳版（みすず書房、フォースター著作集）1994、グーテンベルク21（上・下、電子書籍）2023
- 『民主主義に万歳二唱』上・下（E・M・フォースター、小野寺健・川本静子・北条文緒・中井久夫 分担訳、みすず書房、著作集）1994
  - 抜粋『老年について』（E・M・フォースター、小野寺健編、北条文緒・川本静子・中井久夫 分担訳、みすず書房、大人の本棚）2002
- 『アビンジャー・ハーヴェスト』上・下（E・M・フォースター、小野寺健・川本静子・北条文緒 共訳、みすず書房、著作集）1995
- 『天国行きの乗合馬車 短篇集1』（E・M・フォースター、みすず書房、著作集）1996

### ジョージ・ギッシング
- 『埋火 / イオニア海のほとり』（ジョージ・ギッシング、土井治共訳、秀文インターナショナル〈ギッシング選集 4〉) 1988
  - 『南イタリア周遊記』（ギッシング、岩波文庫）1994 - 「イオニア海のほとり」の改訳
- 『チャールズ・ディケンズ論』（ジョージ・ギッシング、金山亮太共訳、秀文インターナショナル〈ギッシング選集 5〉) 1988
- 『ギッシング短篇集』（ギッシング、岩波文庫）1997

## テレビ出演
- 「SLイギリスの旅」（NHK総合テレビ）1987

## 論文
- CiNii/小池滋